# Клінтон Джозеф Девіссон

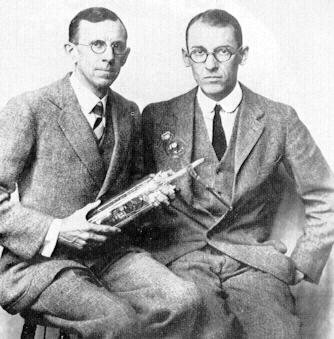
Клінтон Девіссон (ліворуч) і Лестер Джермер (праворуч).

Клінтон Джозеф Девіссон (англ. Clinton Joseph Davisson; 22 жовтня 1881, Блумінгтон, Іллінойс, США — 1 лютого 1958, Шарлотсвілл, Вірджинія, США) — американський фізик, лауреат Нобелівської премії з фізики 1937 року (спільно з Джорджем Томсоном) «за експериментальне відкриття дифракції електронів на кристалах».

## Біографія
Народився в сім'ї ремісника Джозефа Девіссона й вчительки Мері Калверт. 1902 року, після закінчення школи в Блумінгтоні (штат Іллінойс), розпочав вивчати математику і фізику в Чиказькому університеті. Через рік змушений був перервати навчання через відсутність коштів. Працював у телефонній компанії Блумінгтона.
За рекомендацією Міллікена, з яким він познайомився під час навчання в Чикаго, в 1904 році отримав місце асистента в університеті Пердью. З червня по серпень 1904 Девіссон зміг продовжити навчання в Чикаго. У вересні 1904 р., знову за рекомендацією Міллікена, був прийнятий на півставки викладачем фізики в Принстонський університет, де пропрацював до 1910 року. У вільний час відвідував лекції Френсіса Мегі, Едвіна Адамса, Джеймса Джинса і Оуена Річардсона. Під час літніх семестрів він багато разів відвідував лекції в Чикаго та отримав у 1908 року ступінь бакалавра. У 1910–1911 роках отримував стипендію для навчання фізики в Принстонському університеті.
У 1911 році захистив там дисертацію під керівництвом професора Річардсона на тему «Про термічної емісії позитивних іонів солей лужноземельних металів». З вересня 1911-го по квітень 1917 року працював викладачем фізики на фізичному відділенні технологічного університету Карнегі в Піттсбурзі. При спробі вступити добровільно на службу в армію в 1917 році йому відмовлено. З червня 1917 року і до закінчення війни працював у конструкторському бюро фірми Вестерн електрик компані(пізніше перейменованої в Белл Лабораторіз) у Нью-Йорку. Після закінчення війни відмовився від місця асистента професора й залишився в компанії Вестерн електрик.
У 1946 році після 29 років роботи в Белл Лабораторіз вийшов на пенсію і в 1947-48 роках працював гостьовим професором в університеті Вірджинії в Шарлоттсвіллі.
У 1911 році одружився з Шарлотт Сарою Річардсон, сестрою свого наукового керівника професора Річардсона. Батько чотирьох дітей — трьох синів і однієї дочки. Помер 1 лютого 1958 року в Шарлоттсвіллі (штат Вірджинія).

## Досягнення
У 1937 році Девіссон отримав Нобелівську премію з фізики за експериментальне підтвердження передбачених Луї де Бройля хвиль матерії. Експерименти по дифракції електронів на кристалах були проведені в 1926 році спільно з Лестером Джермером. Друга половина премії була присуджена Джорджу Томсону.

## Нагороди
- Премія Комстока з фізики, Національна академія наук США, 1928
- Медаль імені Еліота Крессона, Інститут Франкліна, США, 1931
- Медаль Г'юза, Лондонське королівське товариство, 1935
- Нобелівська премія з фізики, 1937
- Медаль університету Чикаго, 1941
- Почесний доктор Принстонського університету, Ліонського університету і коледжу Колбі

## Названо його іменем
- Дослід Девіссона — Джермера